# Річна (Магаданська область)
Річна (рос. Речная) — селище в Ягоднинському районі Магаданської області.
Населення — 1 особа (2010).

## Географія
Географічні координати: 62°54' пн. ш. 149°46' сх. д. Часовий пояс — UTC+10.
Відстань до районного центру, селища Ягодне, становить 80 км, а до обласного центру — 603 км. Через селище протікає річка.

## Населення
За даними перепису населення 2010 року на території селища проживало 1 особа. Частка чоловіків у населенні складала 100% або 1 особа.